# 関沢
関沢（せきざわ）は、埼玉県富士見市の町名。現行行政地名は関沢一丁目から三丁目。住居表示実施地区。郵便番号は354-0025。

## 地理
富士見市の南部の武蔵野台地上に位置する。地内を富士見江川やその支流の唐沢堀が台地を開析しながら流れる。東武東上線みずほ台駅西口からもほど近い。主に住宅地となっている。

## 歴史

### 沿革
- 1973年（昭和48年）11月1日 - 住居表示の実施により[5]、大字鶴馬の一部から関沢三丁目が成立[6]。なお、関沢一丁目および二丁目は先行して同年8月に同様に成立している[5]。

## 世帯数と人口
2017年（平成29年）9月30日現在の世帯数と人口は以下の通りである。
| 丁目       | 世帯数    | 人口    |
| ---------- | --------- | ------- |
| 関沢一丁目 | 431世帯   | 822人   |
| 関沢二丁目 | 2,122世帯 | 4,494人 |
| 関沢三丁目 | 2,141世帯 | 4,661人 |
| 計         | 4,694世帯 | 9,977人 |

## 小・中学校の学区
市立小・中学校に通う場合、学区（校区）は以下の通りとなる。
| 丁目       | 番地 | 小学校                   | 中学校               |
| ---------- | ---- | ------------------------ | -------------------- |
| 関沢一丁目 | 全域 | 富士見市立みずほ台小学校 | 富士見市立本郷中学校 |
| 関沢二丁目 | 全域 | 富士見市立関沢小学校     | 富士見市立西中学校   |
| 関沢三丁目 | 全域 | 富士見市立関沢小学校     | 富士見市立西中学校   |

## 交通
地内北部を東武東上線が通るが、鉄道駅は設置されていない。
道路
- 埼玉県道266号ふじみ野朝霞線
- 埼玉県道334号三芳富士見線
- 富士見江川プロムナード - 暗渠化された富士見江川の上部に設けられた遊歩道。

## 施設
1丁目
- 八ヶ上東緑地公園

2丁目
- 八ヶ上公園
- 八ヶ上西緑地公園
- 丸池集会所

3丁目
- 富士見市立関沢小学校
- 関沢集会所
- 緑の散歩道関沢 - 公園緑地

## その他
- ハケ上遺跡 - 縄文前期の貝塚。1・2丁目に所在し、隣の鶴馬2丁目にも跨る。
- 富士見江川湧水群 - 2丁目を流れる富士見江川で見られる湧水群。